# 徐簡
徐簡（1412年—？），字易道，浙江台州府黃巖縣人，軍籍。明朝政治人物。進士出身。

## 生平
正統三年（1438年）戊午科浙江鄉試第九名。正統七年（1442年）壬戌科會試第一百四十一名，殿試登進士第二甲第二名。

## 家族
曾祖父徐子成。祖父徐新，曾任前監察御史。父亲徐深之。